# 8271 Imai
8271 Imai eller 1989 NY är en asteroid i huvudbältet som upptäcktes 2 juli 1989 av den amerikanske astronomen Eleanor F. Helin vid Palomar-observatoriet. Den är uppkallad efter Yasushi Imai.
Asteroiden har en diameter på ungefär 6 kilometer.